# Макові
Макові (Papaveraceae) — родина дводольних рослин із порядку жовтецевоцвітих.

## Загальна біоморфологічна характеристика

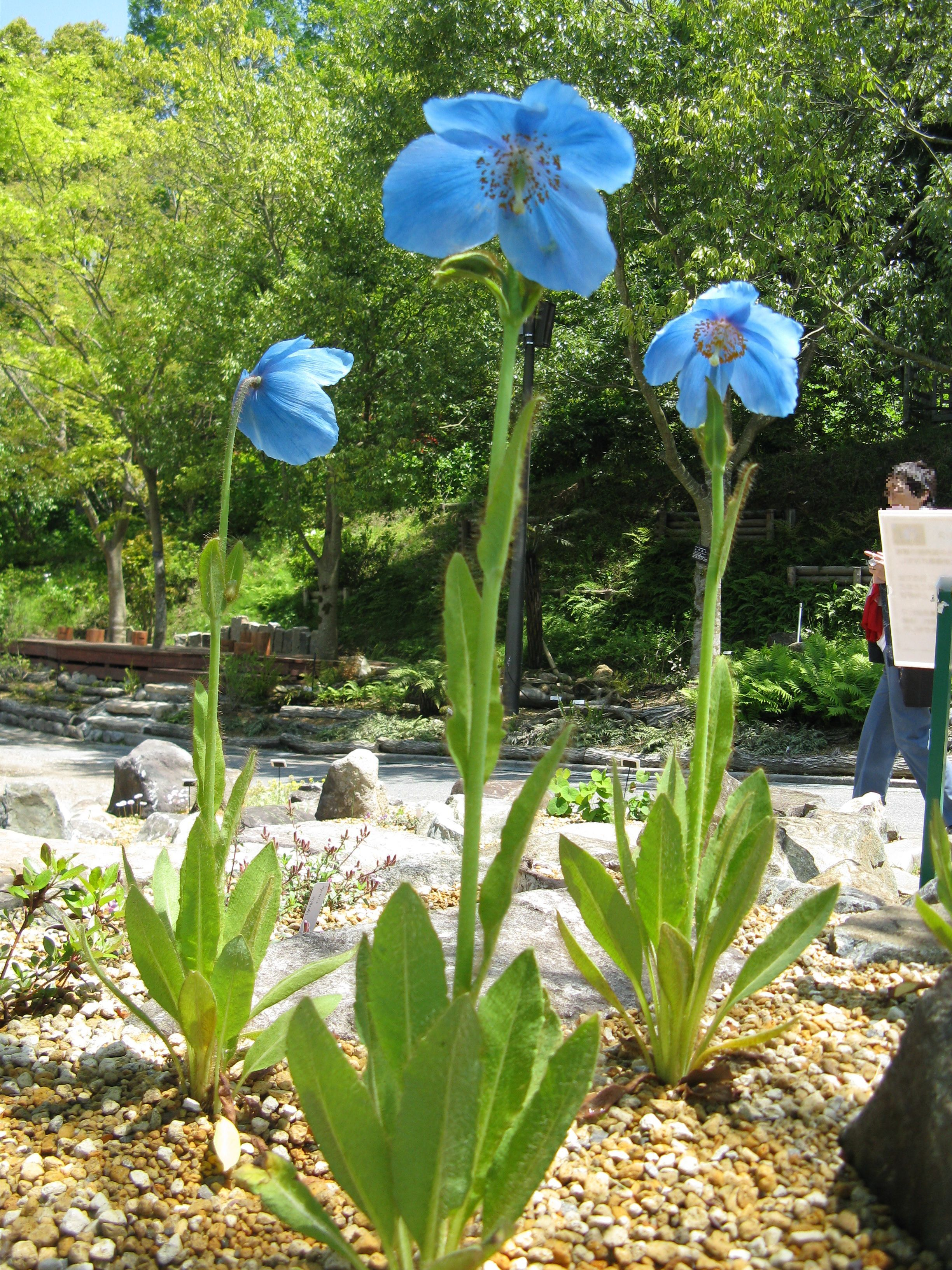
Meconopsis grandis (Гімалайський блакитний мак)

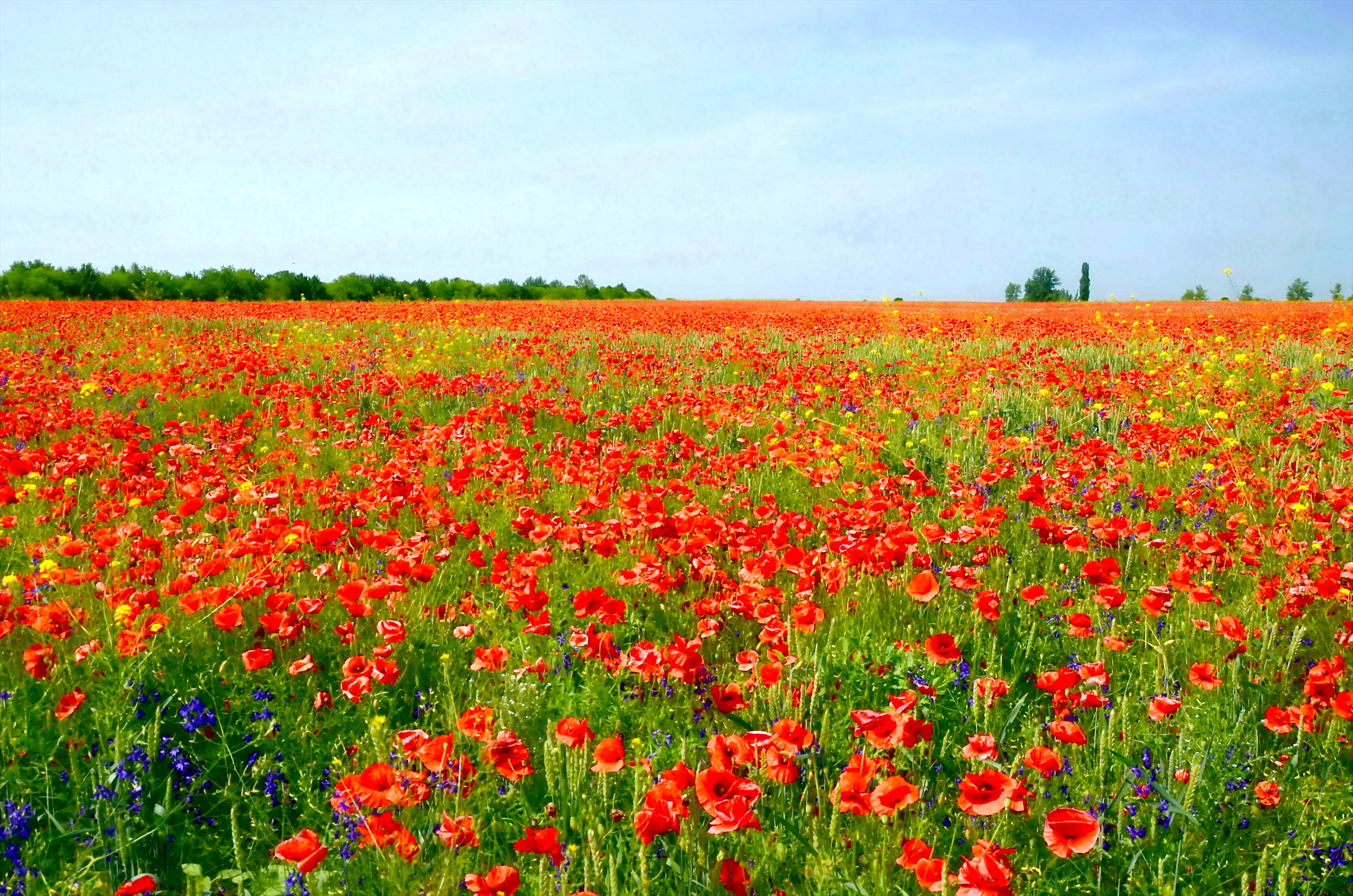
Мак самосійка (с. Капустинці на Сумщині)

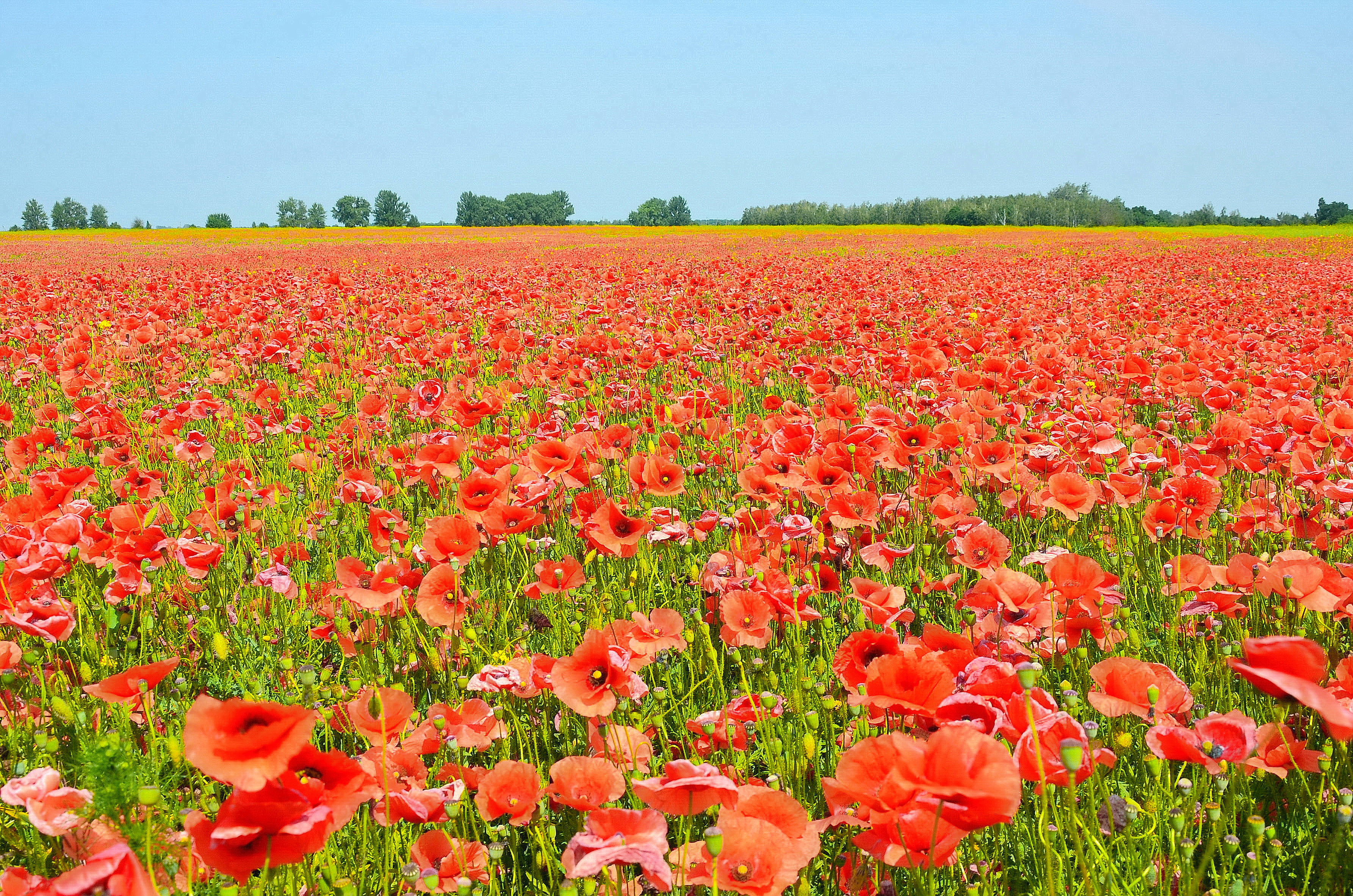
Макові (Papaveraceae), на полях Сумщини

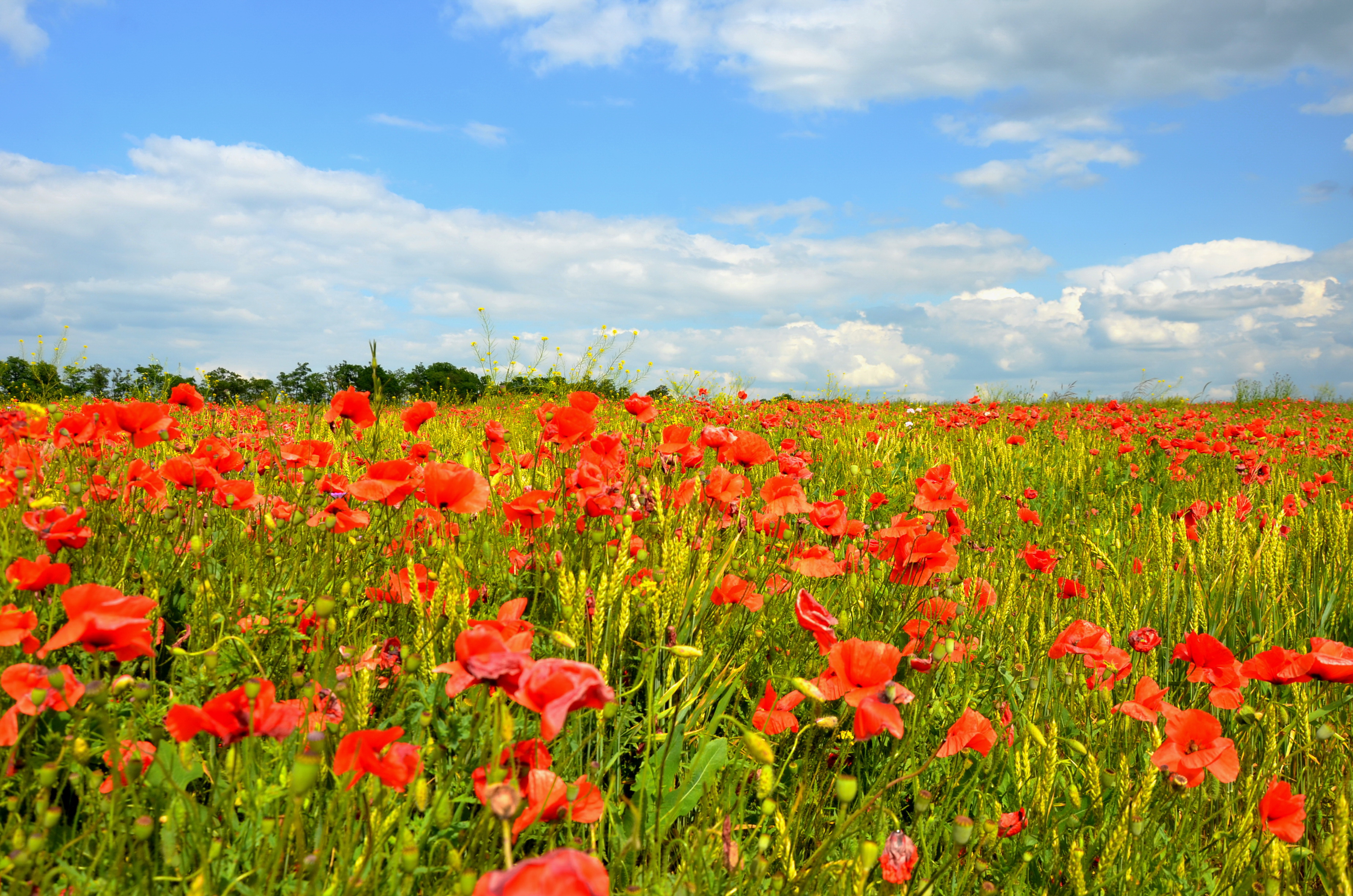
на полях Січеславщини

Однорічні та багаторічні трави, містять нерідко молочний сік; листки чергові, зрідка протилежні. Дерев'янисті рослини зустрічаються лише в родах бокконія і дендромекон. Квіти поодинокі або утворюють китицеподібне суцвіття. Вони двостатеві, правильні або неправильні; в чашечці здебільшого 2 листочки, у віночку 4 пелюстки, але бувають винятки; тичинки, яких багато, розташовані в 2 або 4 кола (не без винятків), рідше тільки 4 або 2, в останньому випадку вони розгалужуються від самого заснування. Гінецей містить від 2 до 16 маточок, зрощених до верхівки і утворює одну цілісну зав'язь, здебільшого одногніздну. Плід сухий, коробчатий, одногніздний або розділений на неповні гнізда, рідко горіхоподібний. Насіння з маслянистим білком і маленьким зародком, який у шишконосних забезпечений тільки однієї сім'ядолею замість двох. Запилення відбувається переважно за допомогою комах.   

## Класифікація

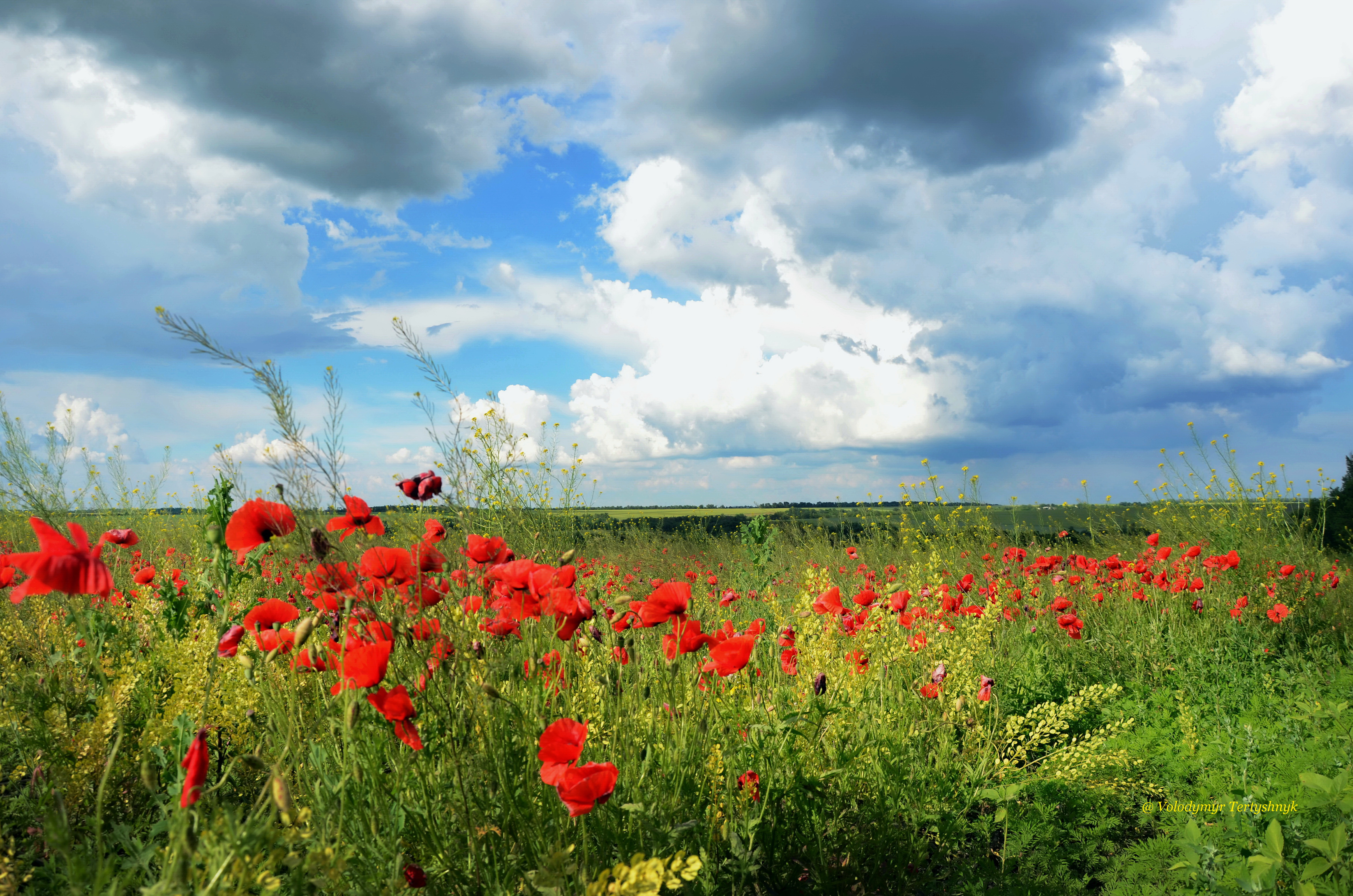
Мак-самосійка біля с. Стара Лозулватка

По класифікації APG II родина надлежить до порядку жовтецевоцвіті (Ranunculales). В традиційній класифікації Кронквіста родина виділялася у власний порядок Papaverales. 

### Роди
Родина містить 770 видів у 44 родах:
- Підродина Fumarioideae Eaton — Руткові

- Триба Hypecoeae Dumort.

- Hypecoum L.
- Pteridophyllum Siebold & Zucc.

- Триба Fumarieae Dumort.

- Adlumia Raf. ex DC.
- Capnoides Mill.
- Ceratocapnos Durieu
- Corydalis DC. nom. cons. — Ряст
- Cryptocapnos Rech.f.
- Cysticapnos Mill.
- Dactylicapnos Wall.
- Dicentra Bernh. nom. cons.
- Discocapnos Cham. & Schltdl.
- Ehrendorferia Fukuhara & Lidén
- Fumaria L. — Рутка
- Fumariola Korsh.
- Ichtyoselmis Lidén & Fukuhara
- Lamprocapnos Endl.
- Platycapnos (DC.) Bernh.
- Pseudofumaria Medik.
- Rupicapnos Pomel
- Sarcocapnos DC.
- Trigonocapnos Schltr.

- Підродина Papaveroideae Eaton — Макові

- Триба Eschscholzieae Baill.

- Dendromecon Benth.
- Eschscholzia Cham.
- Hunnemannia Sweet

- Триба Chelidonieae Dumort.

- Bocconia L.
- Chelidonium L.
- Dicranostigma Hook.f. & Thomson
- Glaucium Mill.
- Eomecon Hance
- Hylomecon Maxim.
- Macleaya R.Br.
- Sanguinaria L.
- Stylophorum Nutt.

- Триба Platystemoneae Spach

- Hesperomecon Greene
- Meconella Nutt.
- Platystemon Benth.

- Триба Papavereae Dumort.

- Arctomecon Torr. & Frém.
- Argemone L.
- Canbya Parry
- Meconopsis Vig.
- Papaver L. — Мак
- Roemeria Medik.
- Romneya Harv.
- Stylomecon G.Taylor